# Clima glacial

Distribuição do clima glacial pelo mundo.
Clima glacial (EF)

O clima glacial ou clima de calota de gelo é um tipo de clima polar onde a temperatura média mensal não excede 0°C. O clima abrange áreas dentro ou próximas das altas latitudes (65º de latitude) e regiões polares (de 70 a 90 de latitude norte e sul), como Antártida e Groenlândia, que possuem vastos desertos de neve e gelo. Nos meses mais frios, a maioria dos climas glaciais  tem temperaturas médias entre −30 °C e −55 °C. O clima glacial é normalmente coberto por uma camada permanente de gelo e não possui vegetação. A vida animal é limitada na maioria dos climas glaciais, geralmente encontradas perto das margens oceânicas. Embora esse tipo de clima seja inóspito para a vida humana, existem algumas pequenas estações de pesquisa espalhadas na Antártida e no interior da Groenlândia.

## Descrição
Sob a classificação climática de Köppen, o clima glacial é designado por (EF). As regiões de calotas polares são definidas como por um clima sem meses acima de 0 °C. Essas áreas são encontradas ao redor dos polos norte e sul e no topo de muitas montanhas altas. Como a temperatura nunca excede o ponto de derretimento do gelo, qualquer neve ou gelo acumulado continua lá permanentemente, com o tempo, formando uma grande camada de gelo.
O clima glacial é diferente do clima de tundra (ET). O clima de tundra tem uma estação de verão com temperaturas acima de zero por vários meses. Este verão é suficiente para derreter a cobertura de gelo do inverno, o que impede a formação de mantas de gelo. Por esse motivo, as tundras têm vegetação, enquanto as calotas polares não.
O clima glacial é o tipo climático mais frio do mundo e inclui os locais mais frios da Terra. Com uma temperatura média de −55,2 °C, a Estação Vostok, na Antártida é o lugar mais frio do mundo, e também registrou a temperatura mais baixa, −89,2 °C.

## Calotas de gelo

Vista aérea da camada de gelo na costa leste da Groenlândia.

As temperaturas constantes de congelamento causam a formação de grandes camadas de gelo em climas glaciais. Essas camadas de gelo, no entanto, não são estáticas, mas se movem lentamente dos continentes para as águas circundantes. A nova acumulação de neve e gelo substitui o gelo perdido. A precipitação é quase inexistente nos glaciais. Nunca é quente o suficiente para chover e geralmente é muito frio para gerar neve. No entanto, o vento pode soprar neve sobre as camadas de gelo das regiões de tundras próximas.
As camadas de gelo costumam ter quilômetros de espessura. Grande parte da terra localizada sob as camadas de gelo está realmente abaixo do nível do mar e estaria sob o oceano se o gelo fosse removido. No entanto, é o peso do próprio gelo que força essa terra abaixo do nível do mar. Se o gelo fosse removido, a terra retornaria em um efeito chamado de ajuste pós-glacial. Esse efeito está criando novas terras em áreas de calotas polares como na Suécia.
A pressão extrema exercida pelo gelo permite a formação de água líquida a baixas temperaturas que de outra forma resultaria em gelo, enquanto a camada de gelo isola a água líquida do frio acima. Isso causa a formação de lagos subglaciais, sendo o maior o Lago Vostok, na Antártida.

## Locais

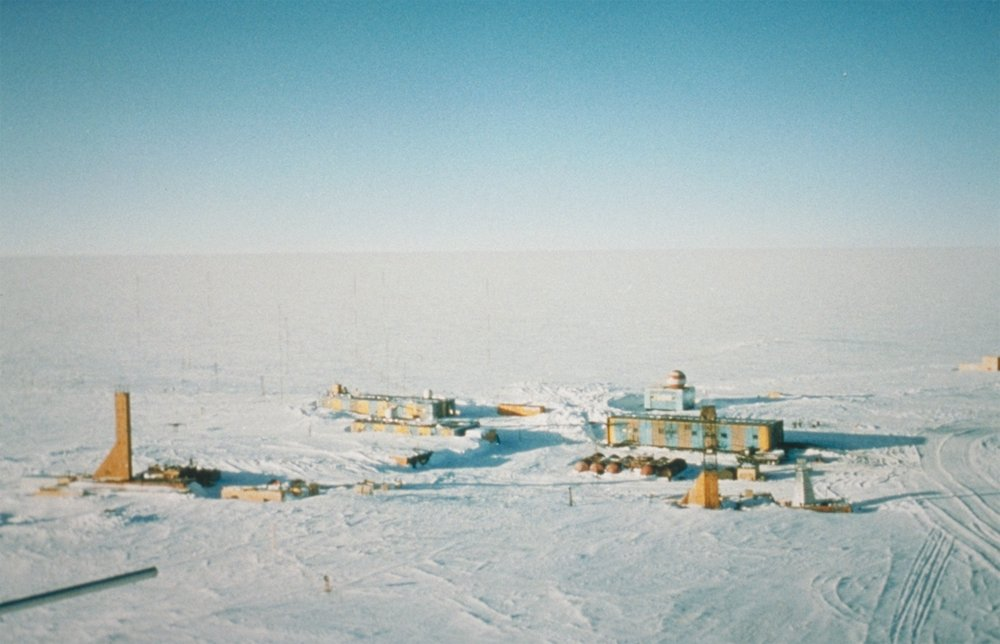
Panorama da Estação Vostok na Antártida.

- Alert, Nunavut, Canadá (fronteira entre EF e ET)
- Mount Ararat, Turquia (EF)
- Grossglockner, Caríntia, Áustria (EF)
- Monte Everest, China/Nepal (EF)
- Summit Camp, Groenlândia (EF)
- Base Scott, Antártida (EF)
- Estação Vostok, Antártida (EF), local do ar mais frio já registrado na Terra.
- Estação McMurdo, Antártida (EF)
- Estação Byrd, Antártida (EF)